# 울진 불영사 불연
울진 불영사 불연(蔚珍 佛影寺 佛輦)은 대한민국 경상북도 울진군, 불영사에 있는 조선시대의 불연이다. 2007년 1월 8일 경상북도의 유형문화재 제397호로 지정되었다.

## 개요
불영사에는 2채의 불연이 있는데, 매년 석가탄신일 때 아기부처를 모시고 경내를 도는 시련의식을 행하고 있으며, 이때 이 불연을 사용하고 있다.
불연 1의 받침대 하부에는 조련기가, 불연 2의 받침대 하부에는 시주질이 묵서되어 있는데, 이 명문들에 의해 불연의 제작시기와 제작동기, 공역에 참가한 시주자와 승려들을 확인할 수 있다. 불연 1의 크기는 높이 125 × 난간폭 86 × 길이 311cm이며, 불연 2는 높이 125 × 난간폭 80 × 길이 303cm이다. 형태는 전체적으로 나간을 두른 집모양으로 받침대, 몸체, 지붕으로 분리되게 조립하였다. 받침대는 누각의 난간과 같은 형태이며, 앞뒤에 두개씩의 손잡이를 만들었고 난간 모서리에는 용머리를 각각 장식하였다. 몸체는 창이 있는 벽체를 돌렸으며, 벽체에는 화려하게 여러 가지 꽃을 조각하였다. 지붕은 녹색비단으로 처리하였으며, 상부에는 연봉을 세워 화려한 분위기를 연출하였다.
이 불연들은 1670년(조선 현종 11)에 완성한 것으로 되어 있다. 불영사 불연은 제작연대가 있어서 유물양식의 편년을 설정할 수 있고 시주질(施主秩)을 통하여 불영사의 알려지지 않은 승려의 계보 등을 알 수 있어 불교사 연구에 귀중한 자료다. 특히 조각수법이 정교하며 현재까지 알려진 불연 가운데 연대가 알려진 것으로는 우리나라에서 가장 오래된 것이다.

## 참고 문헌
- 울진 불영사 불연 - 국가유산청 국가유산포털